# Sicurezza urbana e dell'ambiente
La sicurezza urbana e dell'ambiente è la disciplina che studia il crimine, la criminalità e la vittimologia negli ambienti artificiali ed analizza l'impatto di tali variabili sul comportamento degli abitanti. Si tratta di una branca della positivismo in quanto applica il metodo scientifico per esaminare la società e le cause del crimine.

## Storia
Lo studio dei condizionamenti ambientali sul crimine fu intrapreso originariamente nella Scuola di Chicago da Robert Ezra Park, Ernest Burgess, ed altri sociologi urbani che svilupparono il modello a zone concentriche, e considerarono i fattori geografici nell'ambito della delinquenza minorile. A partire dagli anni ottanta Paul e Patricia Brantingham, focalizzarono l'attenzione sui fattori ambientali che possono condizionare l'attività criminale le cui variabili comprendono lo spazio (geografia), il tempo, le norme, gli aggressori e le vittime. Tali elementi sono una condizione necessaria e sufficiente, affinché non rappresentino un fattore criminale (Brantingham & Brantingham: 1991). Nonostante le molteplici sfaccettature del crimine, studenti e ricercatori spesso cercano di studiarle separatamente. Per esempio, avvocati e docenti di scienze politiche si concentrano sulla dimensione giuridica; sociologi, psicologi ed assistenti sociali di solito sono prossimi agli aggressori o alle vittime, mentre gli urbanisti si concentrano sulle località dove si commettono i reati. I criminologi urbani e dell'ambiente esaminano lo spazio ed il tempo nel quale avviene il reato, si interessano dell'utilizzo del territorio, dei flussi di traffico e della progettazione delle arterie stradali, e del vissuto quotidiano di aggressori e vittime; spesso ricorrono a mappature speciali, quali la topologia metrica (Verma & Lodha: 2002).

## Applicazioni pratiche
La geografia era anche considerata in applicazione delle leggi, tramite l'uso di ampie mappe per mostrare dove avvenivano gli incidenti. La mappatura e l'analisi del crime è attualmente in fase di attuazione con l'ausilio delle TIC da parte delle forze di polizia e dei ricercatori, che insieme alle più recenti scoperte, giocano un importante ruolo su come comprendere i comportamenti criminali. Altre applicazioni pratiche della sicurezza urbana includono la profilazione criminale, che si basa sul assunto che i soggetti tengono conto dei fattori ambientali per commettere i propri reati (Bartol and Bartol, 2006).
La Prevenzione del crimine attraverso la progettazione ambientale è un'altra applicazione pratica, basata sull'idea che i fattori contingenti quali la scarsa illuminazione possono determinare un incremento dei reati maggiore che in un altro posto in condizioni diverse. Tale pratica serve a ridurre la probabilità di una maggiore illuminazione, rendendo il luogo meno favorevole per il compimento del crimine.
Le aree con un elevato Tasso criminale, cd. "zone calde", possono avere fattori contingenti che aiutano a spiegare perché quel particolare posto crea problemi. Potrebbe darsi, ad es., che la zona sia poco monitorata, che sia mal amministrata, che sia scarsamente illuminata o che abbia o sia carente di altre caratteristiche. Intervenire su alcune di tali variabili può aiutare a prevenire il tasso di criminalità in quella zona.

## Nel mondo

### Italia
La legge 15 luglio 2009, n. 94 ed i decreti attuativi stabiliscono i requisiti personali delle associazioni e dei volontari iscritti, modalità di svolgimento dell'attività, obbligo di copertura assicurativa. Le associazioni di promozione sociale beneficiano di una responsabilità solidale di tipo sussidiario, che pone ad un primo livello l'associazione rispetto ai suoi singoli iscritti, non soggetta a particolari obblighi patrimoniali.
È previsto che i sindaci si avvalgano in via prioritaria delle associazioni di ex appartenenti alle forze di polizia italiane in congedo, e la tenuta di un registro prefettizio per quelle di volontari che "non siano destinatarie, a nessun titolo, di risorse economiche a carico della finanza pubblica".
Le norme attuative dell'8 agosto introduce la nozione di "associazioni di osservatori volontari in materia di sicurezza urbana", che svolgono attività di mera osservazione in specifiche aree del territorio comunale, ed hanno l'obbligo di:
- depositare statuto, atto costitutivo, una "completa indicazione" degli iscritti.
- svolgere la propria attività gratuitamente e senza fini di lucro, anche indiretto (non previsto fra le condizioni per l'impiego e i requisiti degli iscritti)
- esclusivamente in nuclei composti da un numero di persone non superiore a tre, di cui almeno una di età pari o superiore a 25 anni, senza l'ausilio di animali
- anche se titolari di porto d'armi, non portare al seguito armi o altri oggetti atti ad offendere.
- indossare una casacca di colore giallo, con i dati identificativi dell'operatore e dell'associazione, distinta e non riconducibile a quelle dei pubblici ufficiali operanti nel settore.

### Regno Unito
Nella seconda metà degli anni 2000, la Gran Bretanniaa è divenuta il più importante mercato nazionale della sicurezza privata in Europa. La materia è stata disciplinato dal Private Security Act del 2001 che
ha istituito un'autorità amministrativa indipendente, la Security Industry Authority con funzioni normative, ispettive e di controllo nei confronti degli operatori di settore.
Presso la Security Industry Authority è istituito un pubblico registro nominativo delle società (contractor) e delle persone fisiche autorizzate come fornitori di servizi nel settore della sicurezza.